# Puebla de Yeltes
Puebla de Yeltes település Spanyolországban, Salamanca tartományban. Puebla de Yeltes Sepulcro-Hilario, Tamames, El Cabaco, El Maíllo és Aldehuela de Yeltes községekkel határos. Lakosainak száma 142 fő (2024).

## Népesség
A település népessége az elmúlt években az alábbi módon változott:
| Lakosok száma | 241  | 221  | 199  | 183  | 175  | 149  | 146  | 149  | 148  | 142  |
|               | 2001 | 2004 | 2007 | 2009 | 2012 | 2014 | 2017 | 2019 | 2022 | 2024 |